# Moncef Slaoui
Pour les articles homonymes, voir Slaoui.
Moncef Mohamed Slaoui (en arabe: منصف السلاوي, en amazighe: ⵎⵓⵏⵚⴼ ⵙⵍⴰⵡⵉ) est un professeur et chercheur marocain, belge et américain, né le 22 juillet 1959 à Agadir (Maroc) .
Le 15 mai 2020, il est nommé par Donald Trump coordinateur de la stratégie vaccinale de son administration contre la Covid-19 (programme gouvernemental Operation « Warp Speed »). Cette mission s'achève avec l'arrivée de l'administration Biden en janvier 2021.

## Biographie
Moncef Slaoui commence à s'intéresser à la médecine à la suite du décès de sa sœur, atteinte de coqueluche,.
Moncef Slaoui est titulaire d’un doctorat en immunologie et en biologie moléculaire préparé à l'Université libre de Bruxelles (ULB). Il a travaillé trente ans durant dans le groupe pharmaceutique GSK où il a développé des vaccins contre la gastro-entérite infantile à rotavirus et contre le cancer du col utérin, tout en réduisant les effectifs de l'entreprise.
Il est partenaire de Medicxi, une importante société européenne de capital-risque et membre du directoire du groupe de biotechnologies Moderna.
Il est nommé par le président Donald Trump chef de l'opération Warp Speed (OWS), partenariat public-privé mis en place début avril 2020 par le gouvernement américain pour faciliter et accélérer le développement, la fabrication et la distribution de vaccins, thérapeutiques et diagnostics contre la Covid-19. Il est à ce titre chargé de distribuer les financements publics américains aux entreprises du secteur pharmaceutique.
La sénatrice Elizabeth Warren a dénoncé un conflit d'intérêts, Moncef Slaoui détenant alors pour plus de 10 millions d’euros d’actions dans Moderna.

### Distinction
En 2016, il est reconnu comme l'un des « 50 plus grands leaders mondiaux » du magazine Fortune pour son travail sur les maladies sous-étudiées qui sont courantes dans les pays en développement.